# Jakob Grimminger
Jakob Grimminger (n. 25 aprilie 1892, Augsburg, Imperiul German – d. 28 ianuarie 1969, München, RFG) a fost un membru al Schutzstaffel (SS), cunoscut în calitate de purtător al Blutfahne (Drapelul Însângerat), steagul ceremonial nazist.

## Biografie
Grimminger s-a născut în orașul Augsburg din Bavaria și a intrat în Armata Imperială Germană, atunci când avea vârsta de șaisprezece ani. A servit în timpul Primului Război Mondial ca mecanic într-un regiment de aviație din 1914 până în 1917. El a luptat în Campania Gallipoli. De asemenea, el a servit un an în Palestina după care s-a întors în Germania. A fost distins cu Crucea de Fier (clasa a II-a), cu medalii bavareze și cu ordinul Semiluna de Fier. Grimminger a fost demobilizat în anul 1919.
Grimminger s-a alăturat Partidului Nazist (NSDAP) în 1922 și a devenit un membru al Sturmabteilung (SA). El a luat parte la luptele de stradă de la Coburg din 1922 și la Puciul de la München din 8 noiembrie 1923. După ce a servit la Casa Brună, cartierul general al NSDAP, a fost selectat în 1926 pentru a deveni membru al Schutzstaffel (SS). Grimminger a fost promovat de mai multe ori pe parcursul carierei sale în SA și SS, ajungând în cele din urmă la gradul de SS-Standartenführer (echivalent cu gradul militar de colonel). În calitate de membru al SS, el a primit onoarea de a purta drapelul pătat de sânge Blutfahne de la Puciul de la München. Grimminger a fost decorat cu Insigna de Aur a Partidului, cu Ordinul Sângelui (nr. 714) și cu Insigna Coburg, trei dintre cele mai importante decorații ale NSDAP.
Grimminger a supraviețuit celui de-al Doilea Război Mondial și a fost judecat de Aliați în 1946 pentru vina de a fi fost membru al SS-ului și purtător al Blutfahne timp de nouăsprezece ani. Nu a fost trimis la închisoare, dar toată averea lui a fost confiscată. Mai târziu, potrivit surselor, el a încercat să intre în politică și a deținut mandatul de consilier în cadrul Primăriei orașului München; trecutul lui nazist, cu toate acestea, l-a împiedicat să-și continue această carieră. A murit în anonimat la München în 1969.